# Tanga (bielizna)

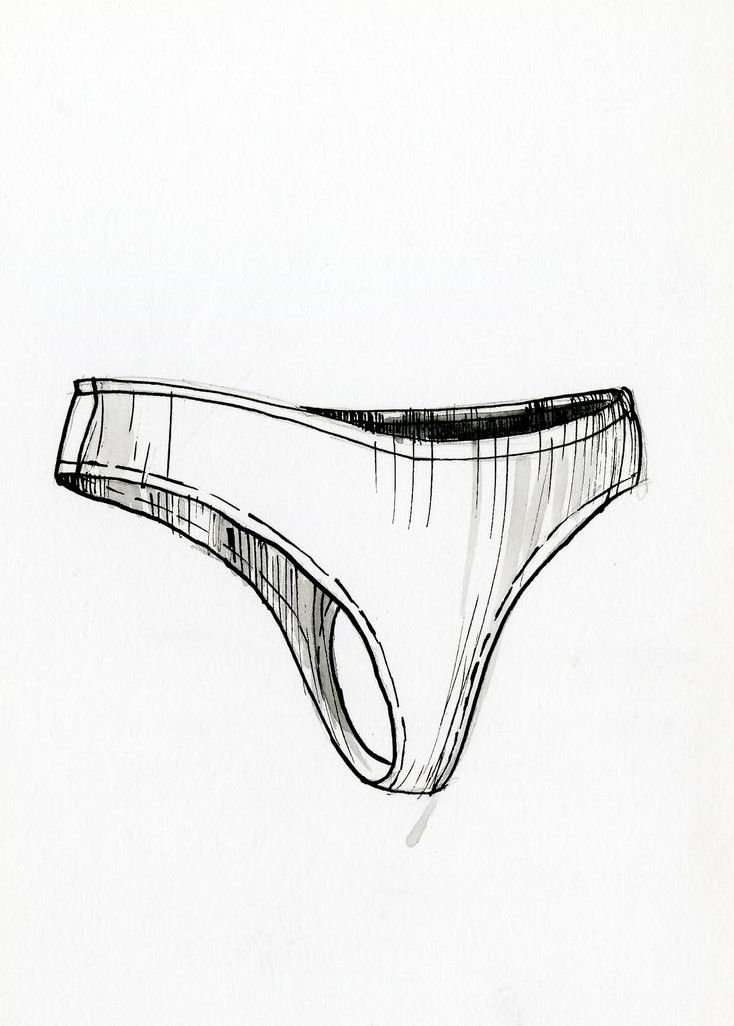

Tanga − typ majtek składających się z dwóch trójkątnych kawałków materiału, najczęściej tkaniny, zakrywających genitalia i pośladki. Tylna część jest na tyle szeroka, że nie dochodzi do tzw. „wrzynania się” materiału między pośladki, co znacznie podnosi komfort ich użytkowania w porównaniu ze stringami. Na biodrach naroża części przedniej i tylnej połączone są wąskimi elastycznymi taśmami, przez co w widoku od przodu i bocznym majtki typu tanga są bardzo podobne do stringów. Z uwagi na budowę można je traktować jako formę pośrednią między figami a stringami. Łączą w sobie wygodę użytkowania fig z efektem pozornego wydłużania nóg dzięki wysokiemu poprowadzeniu bocznych pasków, co jest z kolei pewną zaletą stringów. Majtki typu tanga są produkowane jako damskie lub męskie (nazywane slipami typu tanga), przy czym nie są produktami typu uniseks z powodu oczywistych różnic anatomicznych użytkowników odmiennych płci. 
Majtki typu tanga mogą też być elementem kostiumu kąpielowego.